# Episodi di Petticoat Junction (sesta stagione)
La sesta stagione della serie televisiva Petticoat Junction è andata in onda negli Stati Uniti dal 28 settembre 1968 al 29 marzo 1969 sulla CBS.
| nº | Titolo originale                                           | Prima TV USA      |
| -- | ---------------------------------------------------------- | ----------------- |
| 1  | Birthplace of a Future President                           | 28 settembre 1968 |
| 2  | The Singing Sweethearts                                    | 5 ottobre 1968    |
| 3  | Only a Husband                                             | 19 ottobre 1968   |
| 4  | The Valley Has a Baby                                      | 26 ottobre 1968   |
| 5  | Granny, the Baby Expert                                    | 2 novembre 1968   |
| 6  | Wings                                                      | 9 novembre 1968   |
| 7  | The Lady Doctor                                            | 16 novembre 1968  |
| 8  | The Sneaky Ways of a Woman Who is Both Beautiful and Smart | 23 novembre 1968  |
| 9  | The Strange Case of Joseph P. Carson                       | 30 novembre 1968  |
| 10 | Bye, Bye, Doctor                                           | 7 dicembre 1968   |
| 11 | First Night Out                                            | 14 dicembre 1968  |
| 12 | A Cake from Granny                                         | 21 dicembre 1968  |
| 13 | The Feminine Mistake                                       | 28 dicembre 1968  |
| 14 | The Ballad of the Everyday Housewife                       | 4 gennaio 1969    |
| 15 | The Christening                                            | 11 gennaio 1969   |
| 16 | Billie Jo and the Big Big Star                             | 18 gennaio 1969   |
| 17 | Steve's New Job                                            | 25 gennaio 1969   |
| 18 | The Cannonball Bookmobile                                  | 1º febbraio 1969  |
| 19 | A Man Called Cyrus Plout                                   | 8 febbraio 1969   |
| 20 | Joe Saves the Post Office                                  | 15 febbraio 1969  |
| 21 | I'm Allergic to Daddy                                      | 22 febbraio 1969  |
| 22 | Uncle Joe Retires                                          | 1º marzo 1969     |
| 23 | The Organ Fund                                             | 8 marzo 1969      |
| 24 | The Great Race                                             | 15 marzo 1969     |
| 25 | Tune in Next Year                                          | 22 marzo 1969     |
| 26 | By the Book                                                | 29 marzo 1969     |

## Birthplace of a Future President
- Prima televisiva: 28 settembre 1968
- Diretto da: Ralph Levy
- Scritto da: Dick Conway, Charles Stewart

### Trama
- Guest star: Byron Foulger (Wendell Gibbs), Jean Vander Pyl (Clara Miller), Elvia Allman (Selma Plout), Kay E. Kuter (Newt Kiley), Herb Voland (Mr. Andrews), Regis Toomey (Doc Stuart)

## The Singing Sweethearts
- Prima televisiva: 5 ottobre 1968
- Diretto da: Ralph Levy
- Scritto da: Charles Stewart, Dick Conway

### Trama
- Guest star: Kathryn Minner (signora anziana), Regis Toomey (dottor Barton Stuart), David Ketchum (Buddy Buster), Sid Melton (Ted Swift), Dick Crawford (annunciatore radio), Paul Hartman (Bert Smedley)

## Only a Husband
- Prima televisiva: 19 ottobre 1968
- Diretto da: Ralph Levy
- Scritto da: Dick Conway, Charles Stewart

### Trama
- Guest star: Geoff Edwards (Jeff Powers), Regis Toomey (Doc Stuart)

## The Valley Has a Baby
- Prima televisiva: 26 ottobre 1968
- Diretto da: Ralph Levy
- Scritto da: Charles Stewart, Dick Conway

### Trama
- Guest star: Elvia Allman (Selma Plout), Byron Foulger (Wendell Gibbs), Eddie Albert (Oliver Wendell Douglas), Eva Gabor (Lisa Douglas), Paul Rhone (Mr. Snavely), Valerie Brooke (infermiera), Kay St. Germain Wells (Mabel Hoffman), Jean Vander Pyl (Gladys Tuttle), Regis Toomey (Doc Stuart)

## Granny, the Baby Expert
- Prima televisiva: 2 novembre 1968
- Diretto da: Ralph Levy
- Scritto da: Dick Conway

### Trama
- Guest star: Irene Ryan (Granny), Bob Jellison (rappresentante)

## Wings
- Prima televisiva: 9 novembre 1968
- Diretto da: Ralph Levy
- Scritto da: Charles Stewart, Dick Conway

### Trama
- Guest star: Jean Vander Pyl (Mrs. Agnes Frisby), Richard Arlen (se stesso), Byron Foulger (Wendell Gibbs), Guy Wilkerson (addetto al distributore di benzina), Charles 'Buddy' Rogers (se stesso), Dennis Fimple (Elwood), Benny Rubin (Gus Huffle), Robert Carson (Studio Executive), William Mims (sindaco Potts), Elvia Allman (Selma Plout)

## The Lady Doctor
- Prima televisiva: 16 novembre 1968
- Diretto da: Ralph Levy
- Scritto da: Charles Stewart, Dick Conway

### Trama
- Guest star: Byron Foulger (Wendell Gibbs), Jean Vander Pyl (Mrs. Agnes Frisby), Regis Toomey (Doc Stuart), Paul Hartman (Bert Smedley), Barbara Morrison (Doris Clayton), Kay St. Germain Wells (Evelyn Tucker), Hal Smith (Ben Miller)

## The Sneaky Ways of a Woman Who is Both Beautiful and Smart
- Prima televisiva: 23 novembre 1968
- Diretto da: Ralph Levy
- Scritto da: Dick Conway, Charles Stewart

### Trama
- Guest star: Byron Foulger (Wendell Gibbs)

## The Strange Case of Joseph P. Carson
- Prima televisiva: 30 novembre 1968
- Diretto da: Ralph Levy
- Scritto da: Dick Conway, Ben Gershman

### Trama
- Guest star: Byron Foulger (Wendell Gibbs), Regis Toomey (dottor Barton Stuart)

## Bye, Bye, Doctor
- Prima televisiva: 7 dicembre 1968
- Diretto da: Ralph Levy
- Scritto da: Dick Conway, Charles Stewart

### Trama
- Guest star: Paul Hartman (Bert Smedley), Dennis Morgan (Dennis Roberts)

## First Night Out
- Prima televisiva: 14 dicembre 1968
- Diretto da: Ralph Levy
- Scritto da: Dick Conway, Ben Gershman

### Trama
- Guest star: Andy Albin (Matt), Harold Peary (Brisbane Snead), Byron Foulger (Wendell Gibbs), Amzie Strickland (Mrs. Finch), Dave Willock (sceriffo of Pixley), Geoff Edwards (Jeff Powers)

## A Cake from Granny
- Prima televisiva: 21 dicembre 1968
- Diretto da: Ralph Levy

### Trama
- Guest star: Irene Ryan (Daisy "Granny" Moses), Charles Lane (Homer Bedloe), Byron Foulger (Wendell Gibbs), Sarah Selby (Nellie Hughes), Nancy Kulp (Jane Hathaway)

## The Feminine Mistake
- Prima televisiva: 28 dicembre 1968
- Diretto da: Ralph Levy
- Scritto da: Joanna Lee

### Trama
- Guest star: Elvia Allman (Selma Plout), Natalie Core (Ada)

## The Ballad of the Everyday Housewife
- Prima televisiva: 4 gennaio 1969
- Diretto da: Ralph Levy
- Scritto da: Charles Stewart, Dick Conway

### Trama
- Guest star: Eva Gabor (Lisa Douglas), Benny Rubin (paziente)

## The Christening
- Prima televisiva: 11 gennaio 1969
- Diretto da: Guy Scarpitta
- Scritto da: Charles Stewart, Dick Conway

### Trama
- Guest star: Frank DeVol (reverendo Barton), Byron Foulger (Wendell Gibbs), Regis Toomey (Doc Stuart), Olan Soule (Bert Smedley)

## Billie Jo and the Big Big Star
- Prima televisiva: 18 gennaio 1969
- Diretto da: Ralph Levy
- Scritto da: Dick Conway, Charles Stewart

### Trama
- Guest star: Elvia Allman (Selma Plout), Byron Foulger (Wendell Gibbs), Rich Little (Rick Wayne)

## Steve's New Job
- Prima televisiva: 25 gennaio 1969
- Diretto da: Ralph Levy
- Scritto da: Charles Stewart, Dick Conway

### Trama
- Guest star: Dennis Fimple (Elwood), Byron Foulger (Wendell Gibbs)

## The Cannonball Bookmobile
- Prima televisiva: 1º febbraio 1969
- Diretto da: Ralph Levy

### Trama
- Guest star: Paul Hartman (Bert Smedley), Byron Foulger (Wendell Gibbs), Betty White (Adelle Colby)

## A Man Called Cyrus Plout
- Prima televisiva: 8 febbraio 1969

### Trama
- Guest star: Byron Foulger (Wendell Gibbs), Lynette Winter (Henrietta Plout), Elvia Allman (Selma Plout)

## Joe Saves the Post Office
- Prima televisiva: 15 febbraio 1969

### Trama
- Guest star: Frank Cady (Sam Drucker), Kay E. Kuter (Newt Kiley), Byron Foulger (Wendell Gibbs), Ray Kellogg (Whitehouse Guard)

## I'm Allergic to Daddy
- Prima televisiva: 22 febbraio 1969

### Trama
- Guest star: Amzie Strickland (Mrs. Tucker)

## Uncle Joe Retires
- Prima televisiva: 1º marzo 1969

### Trama
- Guest star: Paul Hartman (Bert Smedley), Byron Foulger (Wendell Gibbs), Russ Bender (coltivatore)

## The Organ Fund
- Prima televisiva: 8 marzo 1969

### Trama
- Guest star: Jack Denton (Marco), Frank DeVol (reverendo Barton), Jack Sheldon (Freddie Kirby), Byron Foulger (Wendell Gibbs)

## The Great Race
- Prima televisiva: 15 marzo 1969

### Trama
- Guest star: Hal Smith (Jug Gunderson), Sarah Selby (Mrs. Grundy), Byron Foulger (Wendell Gibbs), Jonathan Hole (Hank Thackery)

## Tune in Next Year
- Prima televisiva: 22 marzo 1969

### Trama
- Guest star: Jeff Thompson (Ted Thorsen), Byron Foulger (Wendell Gibbs), Paul Hartman (Bert Smedley)

## By the Book
- Prima televisiva: 29 marzo 1969

### Trama
- Guest star: Kenneth Washington (William Blake)